# Marin Sanudo
Marin Sanudo (auch Marino Sanudo (il Giovane) oder Sanuto, deutsch Marino Sanudo der Jüngere; * 22. Mai 1466 in Venedig; † 4. April 1536 ebenda) war ein venezianischer Historiker, Schriftsteller und Tagebuchschreiber; letztere, als Diarien bezeichnet, umfassen die Zeit zwischen 1496 und 1533. Als sein zweites Hauptwerk gelten die Vite dei Dogi. Er wird als Sanudo der Jüngere bezeichnet zur Unterscheidung von dem gleichnamigen Reisenden und Schriftsteller Marino Sanudo dem Älteren (1260–1338), der die Idee der Kreuzzüge wiedererwecken wollte.

## Leben
Marin Sanudo wurde 1466 in Venedig im Pfarrbezirk von San Giacomo dall’Orio geboren. Die Familie besaß einen Palast am Canal Grande, wo sich heute der Fontego dei Turchi befindet.
Marins Vater Leonardo Sanudo, Senator der Republik, verstarb, als Marin Sanudo erst zehn Jahre alt war. Der Junge wurde von seiner Mutter und seinen Onkeln erzogen, erhielt eine sorgfältige humanistische Ausbildung und trat nach Abschluss seiner Studien zunächst in den Dienst der Republik. 
1483 begleitete der Achtzehnjährige seinen Vetter Mario, der als einer von drei Sindici inquisitori zu einer Mission auf die Terraferma geschickt worden war, nach Bergamo und nach Albona auf der Halbinsel Istrien. Bei dieser Gelegenheit begann er, ein Reisetagebuch zu führen, aus dem später sein Manuskript Itinerario per la terraferma veneziana entstand.
Am 23. Oktober 1484 wurde er zum Großen Rat zugelassen, hatte also das aktive Wahlrecht sowie das passive Wahlrecht für die Ämter, in die er nach den Alterslimiten gewählt werden konnte.
Sanudo war mit Aldo Manuzio befreundet und Mitglied der Accademia Aldina.

## Schriften

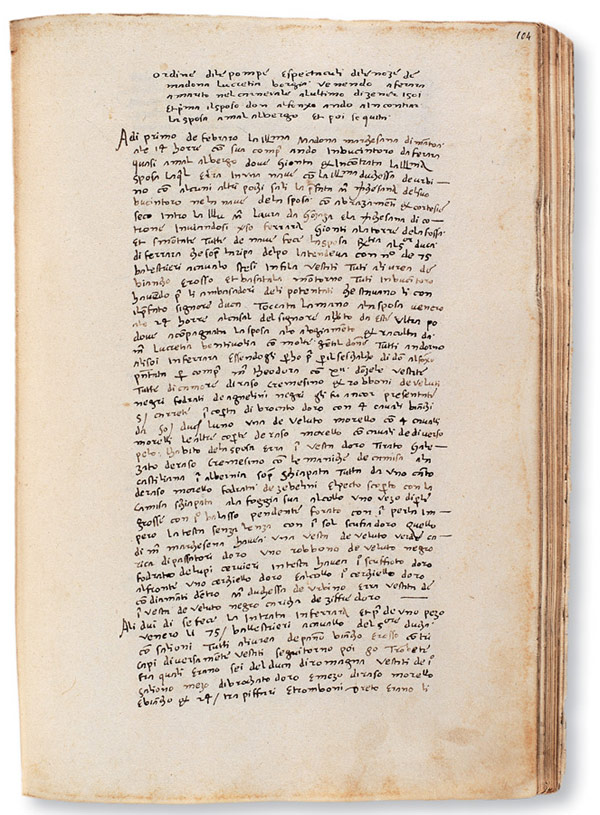
Handschrift Sanudos aus einem Manuskript von 1521

### Geschichtsschreibung
Bereits in jungen Jahren stellte sich seine außerordentliche Produktivität als Schriftsteller heraus. Er schrieb u. a. verschiedene geschichtliche Werke, eines über die Metamorphosen des Ovid, eines über das Leben der Päpste, und er übersetzte den Liber secretorum fidelium crucis seines gleichnamigen Vorfahren Marino Sanudo des Älteren. 1484 verfasste er eine Chronik des Krieges gegen Ferrara unter dem Titel Commentari della guerra di Ferrara.
Berühmt wurde seine venezianische Chronik Vite dei Dogi (1490–1494) von den Anfängen der venezianischen Republik unter dem legendären Dogen Paoluccio Anafesto bis in seine Zeit. Über den Feldzug Karls VIII. von Frankreich schrieb er 1495 La spedizione di Carlo VIII in Italia.

### Diarien
All diese Werke gelten jedoch nur als Vorarbeiten zu seinen monumentalen Tagebüchern, den Diarii, in denen er täglich die Ereignisse in Venedig vom Januar 1496 bis zum September 1533 festhielt.
Seine Freimütigkeit als Chronist brachte ihn dabei um die Stelle des amtlichen Historikers der Republik. 1531 erhielt nämlich nicht er, sondern Pietro Bembo den Staatsauftrag zur Abfassung einer Geschichte Venedigs. Die Diarien wurden vom Rat der Zehn unter Verschluss genommen und waren bis zur Auffindung im Jahr 1784 verschollen. Auch von seinen anderen Werken konnte er zu Lebzeiten nicht ein einziges veröffentlichen.
Die Druckausgabe der Diarien erfolgte in den Jahren 1879 bis 1903 in Venedig. Die Edition umfasste am Ende 58 Bände.
Alle Bände, bis auf Bd. 33, sind inzwischen digital verfügbar. Sie wurden bei archive.org (ar), bzw. beim Münchener Digitalisierungszentrum (MDZ) eingelesen.
- Bd. 1, 1879 (1. Januar 1496–September 1498): ar; MDZ
- Bd. 2, 1879 (1. Oktober 1498–30. September 1499): ar; MDZ
- Bd. 3, 1880 (1. Oktober 1499–31. März 1501): ar
- Bd. 4, 1880 (1. April 1501–31. März 1503): ar
- Bd. 5, 1881 (1. April 1503–31. März 1504): ar
- Bd. 6, 1881 (1. April 1504–28. Februar 1507): ar
- Bd. 7, o. J. (1. März 1507–28. Februar 1508): ar
- Bd. 8, 1882 (1. März–31. Juli 1509): ar
- Bd. 9, 1883 (1. August 1509–28. Februar 1510): ar
- Bd. 10, 1883 (1. März–31. Juli 1510): ar
- Bd. 11, 1884 (1. August 1510–28. Februar 1511): ar
- Bd. 12, 1886 (1. März–30. September 1511): ar; MDZ
- Bd. 13, 1886 (1. Oktober 1511–28. Februar 1512): ar; MDZ
- Bd. 14, 1886 (1. März–31. August 1512): ar; MDZ
- Bd. 15, 1886 (1. September 1512–28. Februar 1513): ar; MDZ
- Bd. 16, 1886 (1. März–31. August 1513): ar
- Bd. 17, 1886 (1. September 1513–28. Februar 1514): ar; MDZ
- Bd. 18, 1887 (1. März–31. August 1514): ar; MDZ
- Bd. 19, 1887 (1. September 1514–28. Februar 1515): ar; MDZ
- Bd. 20, 1887 (1. März–30. August 1515): ar; MDZ
- Bd. 21, 1887 (1. September 1515–29. Februar 1516): ar; MDZ
- Bd. 22, 1888 (1. März–30. September 1516): ar; MDZ
- Bd. 23, 1888 (1. Oktober 1516–28. Februar 1517): ar; MDZ
- Bd. 24, 1889 (1. März–30. September 1517): MDZ
- Bd. 25, 1889 (1. Oktober 1517–31. August 1518): ar; MDZ
- Bd. 26, 1889 (1. September 1518–28. Februar 1519): ar
- Bd. 27, 1890 (1. März 1519–28. Februar 1520): ar; MDZ
- Bd. 28, 1890 (1. Oktober 1519–30. Juni 1520): ar; MDZ
- Bd. 29, 1890 (Juli 1520–28. Februar 1521): ar; MDZ
- Bd. 30, 1891 (1. März–7. Juli 1521): ar; MDZ
- Bd. 31, 1891 (1. Juli–30. September 1521): Google Books; MDZ
- Bd. 32, 1892 (1. Oktober 1521–28. Februar 1522): ar; MDZ

- Bd. 33, 1892 (1. März 1522–28. Februar 1523):
- Bd. 34, 1892 (1. März–September 1523): ar; MDZ
- Bd. 35, 1892 (1. Oktober 1523–29. Februar 1524): ar; MDZ
- Bd. 36, 1893 (1. März–30. September 1524): ar; MDZ
- Bd. 37, 1893 (1. Oktober 1524–28. Februar 1525): MDZ
- Bd. 38, 1893 (1. März–31. März 1525): ar; MDZ
- Bd. 39, 1894 (1. Juni–30. September 1525): MDZ
- Bd. 40, 1894 (1. Oktober 1525–28. Februar 1526): MDZ
- Bd. 41, 1894 (März–30. Juni 1526): ar; MDZ
- Bd. 42, 1895 (1. Juli–30. September 1526): ar, MDZ
- Bd. 43, 1895 (1. Oktober 1526–30. Januar 1527): ar; MDZ
- Bd. 44, 1895 (1. Februar–30. April 1527): ar; MDZ
- Bd. 45, 1896 (1. März–30. August 1527): ar
- Bd. 46, 1897 (1. September 1527–28. Februar 1528): ar; MDZ
- Bd. 47, 1897 (1. März–31. März 1528): ar; MDZ
- Bd. 48, 1897 (1. Juni–30. September 1528): ar; MDZ
- Bd. 49, 1897 (1. Oktober 1528–28. Februar 1529): MDZ
- Bd. 50, 1898 (1. März–30. Juni 1529): ar; MDZ
- Bd. 51, 1898 (1. Juli–30. September 1529): ar; MDZ
- Bd. 52, 1898 (1. Oktober 1529–28. Februar 1530): ar; MDZ
- Bd. 53, 1899 (1. März–30. September 1530): ar; MDZ
- Bd. 54, 1899 (1. Oktober 1530–30. September 1531): ar; MDZ
- Bd. 55, 1900 (1. Oktober 1531–31. März 1532): ar; MDZ
- Bd. 56, 1901 (1. April–30. September 1532): ar
- Bd. 57, 1902 (1. Oktober 1532–31. März 1533): ar
- Bd. 58, 1903 (1. April–September 1533): ar

### Vite dei Dogi
Die Vite dei Dogi waren dabei lange überhaupt nicht zugänglich. Sie galten bis 1843 als verschollen, als Girolamo Contarini di San Trovaso (auch Corfù oder degli Scrigni genannt) dem Staatsarchiv seine beachtliche Bibliothek vermachte. Allerdings tauchten von den drei Bänden, die Sanudo als „libri di la chronica“ in seinem Testament erwähnt, nur zwei wieder auf, nämlich der erste und der dritte Band. Zudem gilt die von Muratori besorgte Edition als lückenhaft und unzuverlässig, da sie auf einer Handschrift aus dem 17. Jahrhundert basierte, die zu seiner Zeit als Original galt. Sie stammte aus Modena und weist erhebliche Mängel auf. Vom ersten Band ließ Francesco Donà eine Kopie anfertigen, die wiederum Emmanuele Antonio Cicogna von den Balbi-Erben erwarb. Um der leichteren Benutzbarkeit willen teilte er die Kopie in zwei Bände auf (mit der Signatur 1105 und 1106). Die Bände befinden sich heute im Museo Correr (mss. Cicogna 3768 und 3767). Inhaltlich reichen die beiden Bände bis ins Jahr 1474. Auf Anraten Cicognas wurde auch der zweite Modeneser Band 1840 kopiert.
Der Glaube an ein Original zerstob drei Jahre später, als die beiden Autographe der Contarini auftauchten. Mit Hilfe des Cod. marciano It. VII. 125 (= 7460) ließen sich zudem die Teile des fehlenden zweiten Bandes für die Jahre 1423 bis 1482 ergänzen. Die Genauigkeit dieser Abschrift ließ sich durch Vergleich der überlieferten Teile Sanudos für die Jahre 1474 bis 1482 untersuchen, so dass diese Handschrift als äußerst zuverlässig gilt. Schließlich wurden weitere Handschriften entdeckt, etwa in der Biblioteca Estense und in der British Library, aber auch in Venedig selbst. Sanudo wiederum standen zahlreiche Chroniken zur Verfügung, von denen Abschriften innerhalb der Adelsfamilien zirkulierten, und die er mitunter explizit als Quellenbasis nennt.

## Ausgaben

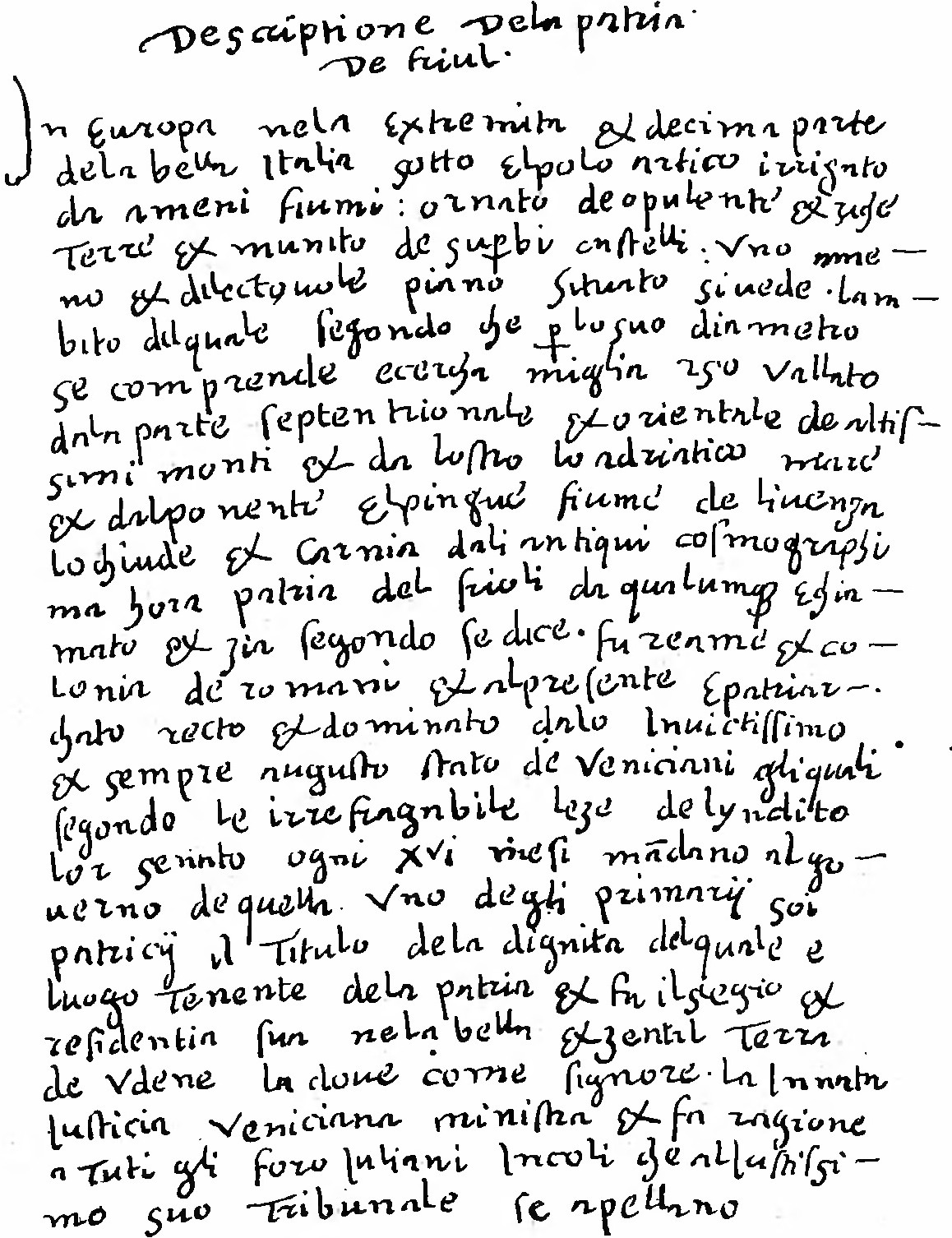
Eine Seite aus der Beschreibung des Friaul

- Leonardo Manin (Hrsg.): Descrizione della patria del Friuli, fatta l'anno MDII - MDIII ed ora per la prima volta pubblicata, P. Naratovich, Venedig 1853.
- Rinaldo Fulin (Hrsg.): La spedizione di Carlo VIII in Italia, raccontata da Marin Sanudo. Venedig 1873 (Digitalisat) und 1883 (Digitalisat).
- Angela Caracciolo Aricò (Hrsg.): De origine, situ et magistratibus urbis Venetae ovvero La Città di Venezia (1493–1530), Istituto Cisalpino, La Goliardica 1980 (kritische Edition).
- I Diarii, hrsgg. von Rinaldo Fulin, Federico Stefani, Nicolo Barozzi, Guglielmo Berchet, Marco Allegri, 58 Bände, Venedig 1879–1903; Auszug hrsg. von Paolo Margaroli, 1977.
- Angela Caracciolo Aricò, Chiara Frison (Hrsg.): Marin Sanudo il Giovane. Le vite dei Dogi 1423–1474, 2 Bände, La Malcontenta, Venedig 1999–2004 (kritische Edition). (Digitalisat, Bd. 1, Google Books, Bd. 2)